# Xerife J.W. Pepper
J. W. Pepper é um personagem fictício dos filmes Com 007 Viva e Deixe Morrer e 007 contra o Homem da Pistola de Ouro, da franquia cinematográfica de James Bond e os dois primeiros filmes do ator britânico Roger Moore no papel do agente secreto. Xerife da polícia do estado de Louisiana, nos Estados Unidos, é um personagem cômico, bufão, patriota e corajoso, primeiro perseguidor e depois aliado de 007 em suas missões no interior dos EUA e na Ásia.
Seu grande sucesso popular em Com 007 Viva e Deixe Morrer fez com que o personagem voltasse no filme seguinte, sempre vivido pelo ator norte-americano Clifton James.

## Características
J.W. Pepper é o típico policial sulista branco e bufão da Louisiana, sempre mascando fumo, barulhento, exagerado e preconceituoso, mas totalmente dedicado à polícia, à ordem, à sociedade capitalista e a seu país. Se no primeiro filme ele tenta frear Bond de todas as maneiras usando sua força policial, no segundo embarca ao lado do espião em sua caça ao assassino e vilão Scaramanga.

## Nos filmes
Em Com 007 Vive e Deixe Morrer (1973), Pepper e seus policiais seguem a perseguição a tiros feita em lanchas de corrida entre Bond e os capangas do vilão Mr.Big, pelos rios e pântanos da região. Ele tenta prender Bond e os bandidos, depois de assistir a um voo de lancha por sua cabeça e ter uma delas enfiada no teto de seu automóvel, sem conseguir prender qualquer dos capangas do traficante. Ao final da caçada, ele consegue prender 007, mas é obrigado a libertá-lo ao ser informado pela CIA de que trata-se de um agente secreto britânico em missão no país, trabalhando com as autoridades locais. Simplório, ardoroso capitalista e patriota, a única reação do xerife à explicação da CIA e do chefe de polícia é dizer, confuso e indignado com a grande destruição e confusão que o espião provocou em seu condado: "Agente secreto? Mas de qual lado?".
No filme seguinte, 007 contra o Homem da Pistola de Ouro (1974), Pepper volta a aparecer, desta vez estando em férias na Tailândia com sua esposa, Molly. Ele encontra e reconhece Bond num passeio de barco e mais tarde se vê no banco do carona - de um carro que ele experimentava numa loja e é roubado por Bond, atravessando a janela de vidro do local -  ao meio de uma perseguição entre o espião e os capangas de Francisco Scaramanga, o 'Homem da Pistola de Ouro'. Com Bond, ele participa de uma das mais icônicas e acrobáticas imagens da série, ao cruzarem uma ponte destruída dando um  giro de 360º no ar. Enquanto Bond escapa em perseguição ao assassino, Pepper acaba preso pela polícia tailandesa, mesmo depois de tentar valer seus documentos e autoridade de policial norte-americano.